# 米州自由貿易地域

The Free Trade Area of the Americasのロゴマーク

米州自由貿易地域（べいしゅう-じゆうぼうえき-ちいき、英語: Free Trade Area of the Americas;FTAA, スペイン語: Área de Libre Comercio de las Américas;ALCA), フランス語: Zone de libre-échange des Amériques;ZLÉA, ポルトガル語: Área de Livre Comércio das Américas;ALCA), オランダ語: Vrijhandelszone van Amerika）は、南北アメリカ大陸とその周辺国を含む米州のうちキューバを除く各国間で、互いの貿易障壁を排除するか、または減じる目的で構想された協定で、1994年11月に協議が始まった。
2003年11月に行われた最後の協議では、アメリカ合衆国のフロリダ州マイアミに34カ国の貿易相が集まって、この協定に関して話し合いが行われた。
提案された協定は、アメリカ合衆国、メキシコ、カナダ間で結ばれている北米自由貿易協定 (NAFTA) の拡大であったが、米州ボリバル代替統合構想に属しているキューバ、ベネズエラ、ボリビア、エクアドル、ドミニカ国、ニカラグア、ホンジュラスの各国に加えて、アルゼンチン、チリ、ブラジルがこの案に反対した。
WTOにおけるドーハ開発ラウンドでの話し合いの失敗と同じ問題、つまり先進国側はサービス産業における貿易拡大と知的財産権の確立を求めたのに対して、発展途上国側は先進国の農業保護政策の中止と農作物の貿易自由化を求めたことであった。会議においてブラジルが発展途上国側のリーダーとして振る舞い、アメリカ合衆国が先進国側のリーダーとして振る舞った。